# Louis Botha
Louis Botha (27. září 1862, Greytown – 27. srpna 1919, Pretoria) byl búrský generál a politik, vrchní velitel vojsk Transvaalu (1900–1902), premiér Transvaalu (1907–1910) a první premiér Jihoafrické unie (1910–1919).

## Generál

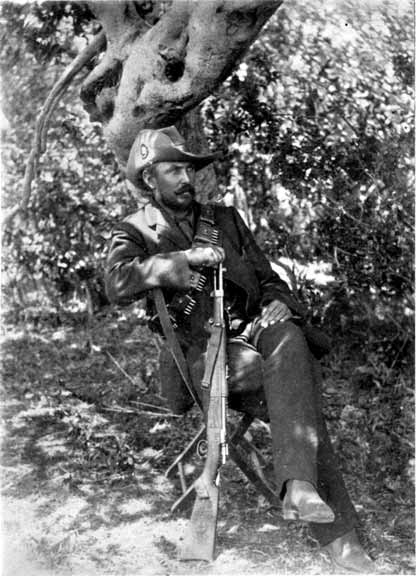
⠀⠀⠀⠀⠀⠀⠀⠀⠀⠀⠀⠀⠀

Louis Botha se stal členem Volksraadu v roce 1897 za Vryheid. O dva roky později, když Britové Transvaal anektovali, se stal generálem búrských jednotek v druhé búrské válce. Porazil britské síly v bitvách u Colensa (1899), Spioencopu (1900), Colensa (1900) a Val Krantzu (1900). V roce 1900 se po smrti P. J. Jouberta stal vrchním velitelem vojsk Transvaalu. Po pádu Pretorie vedl dál společně s Koosem de la Reyem a Chritiaanem de Wetem gerilovou válku proti Britům. Ačkoli všech búrských mužů bylo jen asi 85 tisíc, Britové museli nasadit půl milionu vojáků, aby je s použitím velmi krutých metod (včetně koncentračních táborů i pro ženy a děti) porazili. Botha vedl búrskou delegaci při jednáních, která vyústila v kapitulaci všech búrských vojsk 31. května 1902.

## Politik
Louis Botha hrál po válce významnou roli v politice Transvaalu, vedl obnovu válkou zcela zničeného území. V roce 1907 se stal premiérem Transvaalu, v roce 1911 založil s Janem Smutsem Jihoafrickou stranu (South African Party) spolupracující s Brity a bojující proti Národní straně (National Party) Jamese Hertzoga.
V roce 1910 vzniklo britské dominium Jihoafrická unie a Botha se stal jeho prvním premiérem a podílel se na vzniku její ústavy, která položila základy apartheidu. V roce 1914 potlačil i se Smutsem povstání Búrů, kteří odmítali bojovat za Velkou Británii a vedl Jihoafrickou unii do bojů proti německým koloniím. Po válce vedl britskou vojenskou misi u polských jednotek v rusko-polské válce. Zúčastnil se poválečných jednání, na kterých argumentoval proti Versailleské smlouvě, kterou považoval za příliš tvrdou pro Centrální mocnosti, ale nakonec se pod ni podepsal.